# Sudáfrica en los Juegos Olímpicos de Río de Janeiro 2016
Sudáfrica estuvo representada en los Juegos Olímpicos de Río de Janeiro 2016 por un total de 137 deportistas que compitieron en 16 deportes. Responsable del equipo olímpico es la Confederación Deportiva y Comité Olímpico Sudafricano, así como las federaciones deportivas nacionales de cada deporte con participación.
El portador de la bandera en la ceremonia de apertura fue el atleta Wayde van Niekerk.

## Medallistas
El equipo olímpico de Sudáfrica obtuvo las siguientes medallas:
| Nombre                          | Deporte   | Competición             |
| ------------------------------- | --------- | ----------------------- |
| Oro                             |           |                         |
| Wayde van Niekerk               | Atletismo | 400 m M                 |
| Caster Semenya                  | Atletismo | 800 m F                 |
| Plata                           |           |                         |
| Luvo Manyonga                   | Atletismo | Salto de longitud M     |
| Sunette Viljoen                 | Atletismo | Jabalina F              |
| Cameron van der Burgh           | Natación  | 100 m braza M           |
| Chad le Clos                    | Natación  | 200 m libre M           |
| Chad le Clos                    | Natación  | 100 m mariposa M        |
| Lawrence Brittain Shaun Keeling | Remo      | Dos sin timonel (M2-) M |
| Bronce                          |           |                         |
| Equipo                          | Rugby 7   | Torneo M                |
| Henri Schoeman                  | Triatlón  | Individual M            |